# Deutscher Theaterpreis Der Faust/Beste Choreographie
In der Kategorie Beste Choreographie wurde der Deutsche Theaterpreis Der Faust seit 2006 an folgende Choreographen vergeben.

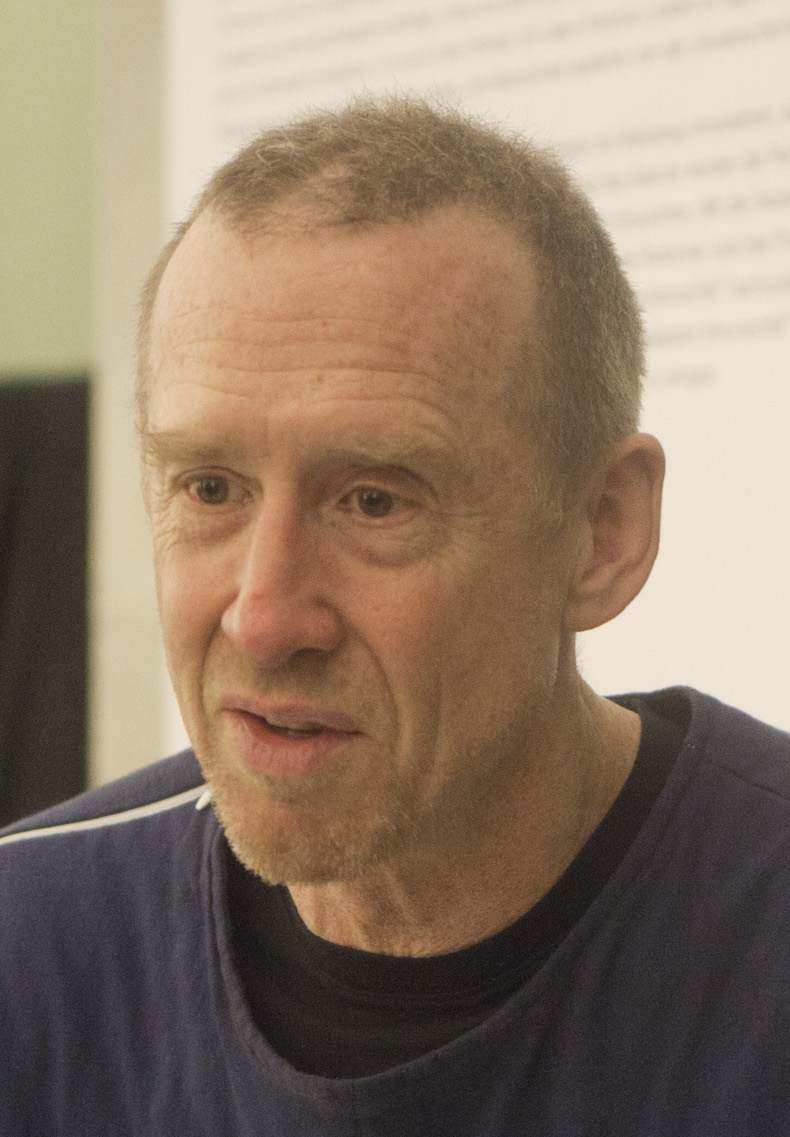
William Forsythe (2012)

- 2006: Meg Stuart – Replacement – Volksbühne Berlin
- 2007: Stephan Thoss – Giselle M. – Städtische Theater Chemnitz
- 2008: William Forsythe – Yes we can’t – Festspielhaus Hellerau/The Forsythe Company
- 2009: Martin Schläpfer – Sinfonien – Staatstheater Mainz
- 2010: Constanza Macras – Megalopolis – Schaubühne am Lehniner Platz
- 2011: Christian Spuck – „Poppea//Poppea“ – Theaterhaus Stuttgart – Gauthier Dance
- 2012: Martin Schläpfer – „b.09 - Ein Deutsches Requiem“ – Ballett am Rhein Düsseldorf Duisburg
- 2013: Bridget Breiner – „Ruß“ – Ballett im Revier Gelsenkirchen
- 2014: Christoph Winkler – „Das wahre Gesicht - Dance is not enough“ – Ballhaus Ost, Berlin
- 2015: Bridget Breiner – „Charlotte Salomon: Der Tod und die Malerin“ – Musiktheater im Revier Gelsenkirchen
- 2016: Alexander Ekman – „Cow“ – Sächsische Staatsoper Dresden
- 2017: María Campos und Guy Nader – „Fall Seven Times“ – Staatstheater Mainz
- 2018: Sharon Eyal – „Soul Chain“ – Staatstheater Mainz
- 2019: Anne Teresa de Keersmaeker – „Die sechs Brandenburgischen Konzerte“ – Volksbühne Berlin
- 2020: Bryan Arias – „29 May 1913“ – Hessisches Staatstheater Darmstadt/Wiesbaden
- 2021: keine Vergabe aufgrund der COVID-19-Pandemie
- 2022: Rafaële Giovanola – „Sphynx“ – Staatstheater Mainz
- 2023: Florentina Holzinger – „Ophelia’s got Talent“ – Volksbühne Berlin
- 2024: Imre van Opstal und Marne van Opstal – „Voodoo Waltz“ – Schauspielhaus Bochum